# رده انرژی
مقیاس رده انرژی (انگلیسی: Energy class) که energy class K یا K-class نیز نامیده و با K نشان داده می‌شود، مقیاسی برای اندازه‌گیری نیرو یا بزرگی زمین‌لرزه‌های محلی و منطقه‌ای است؛ که در کشورهای پساشوروی، کوبا و مغولستان به‌کار می‌رود.
مقیاس K (برگرفته از واژه روسی класс، «کلاس» به معنای یک دسته یا رده)، اندازه‌گیری بزرگی زمین‌لرزه با روش رده انرژی (K-class) است که در سال ۱۹۵۵ توسط لرزه‌شناسان اتحاد جماهیر شوروی سوسیالیستی در مناطق دوردست تاجیکستان در آسیای میانه توسعه یافت. این مقیاس در شکل اصلاح‌شده هنوز هم برای زمین‌لرزه‌های محلی و منطقه‌ای در بسیاری از کشوهایی که قبلاً با اتحاد جماهیر شوروی همسو بودند، (از جمله کوبا) استفاده می‌شود. بر اساس انرژی لرزه‌ای (K = log ES، در یکای ژول)، دشواری در اجرای آن با استفاده از فناوری آن زمان منجر به بازبینی مقیاس در سال‌های ۱۹۵۸ و ۱۹۶۰ شد. انطباق مقیاس K با شرایط محلی، منجر به پدیدآمدن زیرمقیاس‌های مختلف منطقه‌ای مانند KF و KS شده‌است.
مقادیر K مانند اعداد مقیاس بزرگی ریشتر، لگاریتمی است، اما از نظر مقیاس‌بندی و نقطه صفر با مقیاس ریشتر متفاوت است. مقادیر محدوده ۱۲ تا ۱۵در مقیاس K، تقریباً با ۴٫۵ تا ۶ M مطابقت دارد. مقیاس‌های M(K) ,M(K) یا احتمالاً MK نشان دهنده بزرگی M است که از رده انرژی K محاسبه شده‌است.